# Гальба, Владимир Александрович
Владимир Александрович Гальба (настоящая фамилия Гальберштадт; 1908—1984) — советский карикатурист и график, заслуженный художник РСФСР (1980), анималист, иллюстратор литературных произведений, мастер политической карикатуры, в российских текстах получивший статус «личного врага Адольфа Гитлера».

## Биография
Родился 27 мая 1908 года в Харькове, в семье полтавского мещанина Шабса Нехемьевича (Александра Михайловича) Гальберштадта (?—1942) и Розы Гершевны Гальберштадт (в девичестве Магазинер), дочери новоградского мещанина. У него был младший брат Александр (1911—1991). Семья переехала в Петербург, когда будущему художнику было два года.
Владимир Гальба учился у Н. И. Кравченко и А. А. Радакова, занимаясь у них в студиях в 1920-е годы (1924—1928). С 1926 года художник участвовал в выставках и рисовал карикатуры для газет «Ленинградская правда», «Вечерний Ленинград», журналов «Нева», «Огонёк». Антифашистские карикатуры рисовал с начала 1930-х годов. С 1939 года состоял художником объединения «Боевой карандаш».
Во время Великой Отечественной войны, в годы Ленинградской блокады почти каждый день в «Ленинградской правде» печатались его карикатуры. Также много плакатов художник выполнил для объединения «Боевой карандаш».
Борис Федорович Семёнов, художник и друг Гальбы, вспоминает встречи в редакции «Ленинградской правды» на Фонтанке в годы войны:
Володя был изрядно похудевший, в слишком широкой гимнастёрке, но не скукожившийся, как многие.

Он был вполне бодр, «выдавал репризы», даже старался пробежаться, что тогда могли немногие из нас. <…> Все ленинградцы знали, что Гитлер включил художника в чёрный список личных врагов — «все они будут повешены на Дворцовой площади в тот час, когда войска вермахта вступят в покорённый Ленинград».Семёнов Б. Ф.
Поэт М. А. Дудин:
Что в первую очередь искали мы тогда в газете? Сводку Совинформбюро, объявление о продовольственных выдачах за подписью Андреенко и карикатуры Гальбы.Михаил Александрович Дудин
В 1945—1946 годах Гальба присутствовал на Нюрнбергском процессе как художник-корреспондент. Его направляли в творческие командировки во Францию, Англию, Голландию.
После Великой Отечественной войны Гальба работал в различных ленинградских газетах и журналах, занимался иллюстрированием книг, рисовал плакаты. В 1959 году в Ленинграде успешно прошла его персональная выставка. В 1962 году принимал участие как гость в одном из выпусков передачи «Голубой огонёк», демонстрировал автошарж.
Умер в начале ноября 1984 года, похоронен на Богословском кладбище Ленинграда, на могиле гранитная стела, Сосновская дор., уч. 54.

## Семья
- Жена — Анна Николаевна Тетеревникова (1910—1996), переводчица с французского и английского языков; перевела на русский язык несколько книг Жоржа Сименона, отдельные романы Жорж Санд, Александра Дюма, Жюля Верна, Эрве Базена, Грэма Грина и др.

## Творчество
Представлено во многих музеях, в том числе в Государственном Русском музее.

### Участие в выставках
- 1926 — 1-я художественная выставка картин АХРР, Костромское отделение.
- Карикатуры московских и ленинградских художников в Перми (1940).
- Этюды ленинградских художников (1945).
- Произведения ленинградских художников (1948, 1952, 1953, 1961, 1964).
- «Советский книжный знак» (1962) в Ленинграде.
- Всесоюзные художественные (1951, 1960).
- Советской сатиры (1952).
- Персональная в Ленинграде (1959).
- «Советский политический плакат за 50 лет» (1967) в Москве.

и других.

### Станковые карикатуры
«В канцелярии главного бухгалтера» (1932), «Фюрер в 1939 году» (1939), «В пропасть» (1941), «Нацистские фрукты (Натюр-морды)» (1944), «Помогите встать на ноги» (1947), «Волк-стрит» (1949), «Трумэн призывает ангела мира» (1950), «Би-би-сивый мерин» (1953), «Птицеферма Уолл-стрита» (1958);

### Альбомы
- «Блиц-крик и Фриц-вой» (М.-Л.,1944);
- «Сто улыбок» (1964);
- «Ателье сатирического обслуживания» (1968);

### Иллюстрации
- «Чудо-дерево» К. И. Чуковского (1944);
- «Рыцарь пламенеющего пестика» Ф. Бомонта (1956);
- Александр Флит. Гальба В., Семёнов Б. (художники). Басни и литературные пародии. — Л.: Советский писатель, 1958.
- «О вкусе» С. В. Михалкова (1966);
- «Повесть о Ходже Насреддине» Леонида Соловьёва;
- «Двенадцать стульев» И. Ильфа и Е. Петрова;
- «Золотой телёнок» И. Ильфа и Е. Петрова;
- «Приключения Чиполлино» Джанни Родари;

### Другое
- Серия «Спорт в буржуазных странах» (1953—1958);